# Buddleja elegans
Buddleja elegans är en flenörtsväxtart. Buddleja elegans ingår i släktet buddlejor, och familjen flenörtsväxter.

## Underarter
Arten delas in i följande underarter:
- B. e. angustata
- B. e. elegans